# Tyler Sanders
Tyler M. Sanders (* 25. Februar 2004 in Texas; † 16. Juni 2022 in Los Angeles, Kalifornien) war ein US-amerikanischer Schauspieler.

## Leben
Sanders war der Sohn von Ginger und David Sanders und stammte aus dem US-Bundesstaat Texas. Er hatte einen Bruder namens Dylan.
Er verstarb in seinem Apartment in Glendale im Alter von 18 Jahren an den Folgen einer Fentanyl-Überdosierung; sein Tod wurde als Unfall eingestuft. Seine sterblichen Überreste wurden im Kreise seiner Familie in der Nähe von Houston beigesetzt.
Nach der Bekanntgabe seiner Todesursache veröffentlichten Sanders’ Eltern eine Mitteilung, in der sie auf die Depression ihres Sohnes eingingen. Regisseur Joe Nussbaum startete nach seinem Tod die Initiative „Do More 4 Tyler“, die jungen Schauspielern in der gleichen Lage wie Sanders helfen soll. Laut Nussbaum schrieb sich Sanders „Do More“ regelmäßig auf seine Hand, um sich selbst an seine Ziele zu erinnern.

## Karriere
Im Alter von sieben Jahren entdeckte Sanders sein Interesse für die Schauspielerei, als er Simba in einer Kinder-Sommertheater-Produktion seiner Heimatstadt spielte; mit neun Jahren stand er das erste Mal vor der Kamera.
2015 war er in der christlichen Jugendserie JLW Academy zu sehen und es folgten mehrere Kurzfilme. Seinen Durchbruch hatte er im Jahr 2017, als er die Rolle der jüngeren Version von Jake Otto in Fear the Walking Dead verkörperte. Im selben Jahr hatte er als Siggy in dem Fernsehfilm What About Barb? einen Auftritt.
Eine wiederkehrende Rolle als Leo hatte er 2020 in Just Add Magic: Mystery City, für deren Darstellung er im Jahr 2021 für den Daytime Emmy Award in der Kategorie „Outstanding Principal Performance in a Children's Program“ nominiert wurde. Im Jahr zuvor gewann er zwei Preise beim Christian Film Festival der Menchville Baptist Church in den Kategorien „Best Actor Teen“ und „Best Actor Teen Fan Favorite“ für seine Rolle in The Reliant.
Seine letzten Auftritte vor der Kamera hatte er 2022 in einer Folge der Fernsehserie 9-1-1: Lone Star an der Seite von Rob Lowe und in dem Film The Price We Pay an der Seite von
Emile Hirsch und Stephen Dorff, in dem Sanders die Rolle des Danny gespielt hatte; der Film wurde am 26. August 2022 beim „FrightFest 2022“ uraufgeführt und ist seinem Andenken gewidmet. Posthum erschien der Film Chasing Oslo, in dem Sanders sowohl eine Nebenrolle hatte als auch hinter der Kamera arbeitete.
Im deutschen Sprachraum wurde Sanders unter anderem von Tom Ferenc und Ilja Schierbaum synchronisiert.

## Filmografie (Auswahl)
- 2015: JLW Academy (Fernsehserie)
- 2015: Little Socrates (Kurzfilm)
- 2016: The Radical (Kurzfilm)
- 2017: Jimmy the Hall Monitor (Kurzfilm)
- 2017: Gordon and Milo (Kurzfilm)
- 2017: Fear the Walking Dead (Fernsehserie)
- 2017: What About Barb? (Fernsehfilm)
- 2017: Jack (Kurzfilm)
- 2017: Chris (Kurzfilm)
- 2018: The Rookie (Fernsehserie)
- 2019: The Reliant
- 2019: Das geheimnisvolle Kochbuch (Fernsehserie)
- 2020: Escaping My Stalker (Fernsehfilm)
- 2020: Das geheimnisvolle Kochbuch: Geheimnisvolle Stadt (Fernsehserie)
- 2020: Milk Teeth (Kurzfilm)
- 2020: A Shot in the Dark (Kurzfilm)
- 2022: 9-1-1: Lone Star (Fernsehserie)
- 2022: The Price We Pay
- 2022: Shock! (Kurzfilm)